# Organització Meteorològica Internacional
L'Organització Meteorològica Internacional (1873-1951), coneguda també com a OMI, va ser la primera organització a nivell mundial formada amb el propòsit d'intercanviar informació sobre el temps entre els diferents països del món. Va néixer de la constatació que els sistemes meteorològics es desplacen a través de les fronteres dels països i el coneixement de la pressió, la temperatura, les precipitacions i altres variables meteorològiques a tota la Terra és necessària per a la predicció meteorològica. L'any 1951 va ser substituïda per l'Organització Meteorològica Mundial.

## Història
Arran dels avenços en el camp de la meteorologia durant la primera part del segle xix, Matthew Fontaine Maury de la Marina dels EUA va estar treballant per convèncer els diferents serveis meteorològics existents de l'emergent necessitat de la cooperació internacional entre ells. Finalment, el 23 d'agost de 1853 es va aconseguir realitzar una primera reunió entre diferents serveis meteorològics del món que es va dur a terme a Brussel·les. En aquesta reunió van participar representants de deu països: Bèlgica, Dinamarca, Estats Units, França, Gran Bretanya, Noruega, Països Baixos, Portugal, Rússia i Suècia. L'objectiu principal d'aquesta reunió era millorar i estandarditzar la presa de dades meteorològiques i oceàniques.
La reunió de Brussel·les de 1853 va ser l'embrió de la futura OMI que va quedar establerta oficialment a la conferència a Viena de setembre de 1873, en la seva sessió de l'11 de setembre. Els membres de l'OMI van ser els directors dels serveis meteorològics nacionals. Es va establir també un Comitè Meteorològic Permanent presidit per Buys Ballot, director del Servei Meteorològic Holandès
.
El 1951, l'Organització Meteorològica Mundial, els membres de la qual són els països i no els serveis meteorològics, va succeir a l'OMI.

## Presidents
- Christophorus Henricus Didericus Buys Ballot (Holanda), 1873-1879
- Heinrich von Wild (Rússia), 1879-1896
- Éleuthère Mascart (França), 1896-1907
- William Napier Shaw (R.U.), 1907-1923
- Ewoud van Everdingen (Holanda), 1923-1935
- Theodor Hesselberg (Noruega), 1935-1946
- Sir Nelson King Johnson (R.U.), 1946-1951